# Келесский район
Келе́сский райо́н (каз. Келес ауданы) — район Туркестанской области Республики Казахстан.

## История
В районе находится Келесские памятники культуры.
Келесский район был образован 17 января 1928 года из территорий Багарной и части Акжарской волостей Ташказахского уезда Сыр-Дарьинского округа Казакской АССР.
В 1930—1932 годах Келесский район имел прямое подчинение Казакской АССР.
10 марта 1932 года в составе АССР была образована Южно-Казахстанская область, и район вошёл в её состав. С 1936 по 1991 год область входила в состав Казахской ССР.
Указом Президиума Верховного Совета Казахской ССР от 2 января 1963 года Келесский район был упразднён, а территория передана в Сары-Агачский район.
Указом Президиума Верховного Совета Казахской ССР от 13 января 1969 года Келесский район был образован вновь.
Указом Президиума Верховного Совета Казахской ССР от 9 июля 1988 года Келесский район повторно передан в состав Сарыагачского района.
Указом Президиума Верховного Совета Казахской ССР от 13 октября 1989 года Келесский район образован третий раз, центр района располагался в селе Абай.
Указом Президента Республики Казахстан от 24 апреля 1997 года Келесский район Южно-Казахстанской области упразднён, его территория передана в Сарыагашский район с административным центром в городе Сарыагаш.
Указом Президента Республики Казахстан от 5 июня 2018 года Келесский район вновь (в четвёртый раз за свою историю) выделен из Сарыагашского района в отдельную административную единицу в составе Южно-Казахстанской области, которая, в свою очередь, 19 июня 2018 года была переименована в Туркестанскую область. Административным центром стало село Абай.

## Население
Национальный состав на начало (2025 года):
- казахи — 121 764 чел. (91,6 %)
- узбеки — 7 682 чел. (5,77 %)
- русские — 602 чел. (0,45 %)
- турки — 583 чел. (0,43 %)
- азербайджанцы — 413 чел. (0,31 %)
- уйгуры — 385 чел. (0,29 %)
- курды — 288 чел. (0,21 %)
- татары — 269 чел. (0,2 %)
- другие — 944 чел. (0,71 %)
- всего — 132 930 чел. (100,00 %)

## Аким
- Есбаев Акментай Усенович (с 07.2018)

## Административное деление
Район включает в себя 12 сельских округов:
| №  | Сельский округ | Административный центр |
| -- | -------------- | ---------------------- |
| 1  | Абайский       | Абай                   |
| 2  | Актобинский    | Жуантобе               |
| 3  | Алпамыс батыра | Ленинжолы              |
| 4  | Бирлесуский    | 28 гвардейцев          |
| 5  | Бирликский     | Бирлик                 |
| 6  | Биртилекский   | Шырылдак               |
| 7  | Бозайский      | Бозай                  |
| 8  | Жамбылский     | Бекбота                |
| 9  | Жузумдикский   | Бирлесу                |
| 10 | Кошкаратинский | Бескубыр               |
| 11 | Ошактинский    | Ошакты                 |
| 12 | Ушкынский      | Достык                 |